# Jaqueline Anastácio
Jaqueline Anastácio (født 9. november 1987) er en kvindelig brasiliansk håndboldspiller, som spiller i rumænske CS Măgura Cisnădie og Brasiliens kvindehåndboldlandshold.